# Jämlikhetsanden
Jämlikhetsanden (engelska: The Spirit Level: Why More Equal Societies Almost Always Do Better) är en fackbok utgiven 2009 om jämlikhet och ojämlikhet och där tesen som författarna, Richard Wilkinson och Kate Pickett, driver utifrån ett stort forskningsmaterial är att jämlikhet är bra för alla. Undersökningen som ligger till grund för boken bygger på statistik från 23 rika länder, däribland Sverige, samt USA:s delstater.